# Попов, Никита Иванович
Ники́та Ива́нович Попо́в (1720—1782) — российский астроном.

## Биография
Родился в семье дьякона города Юрьева Владимирской губернии, учился в Славяно-греко-латинской академии. В 1735 в числе 12 учеников академии (среди которых был и М. В. Ломоносов) привезен в Санкт-Петербург в Академическую гимназию. В 1737 Попов окончил немецкий класс гимназии и перешёл в латинский, а в 1738 стал студентом Академического университета. В мае 1740 после сдачи экзамена был назначен академическим переводчиком с латинского, немецкого и русского языков. В 1742 был определён в Астрономическую обсерваторию к академику Ж. Н. Делилю, ставшему его учителем. После отставки и отъезда в 1747 Делиля во Францию, Попов продолжал свои занятия астрономией под руководством профессора Винсгейма. В феврале 1748 за диссертацию «Новый метод наблюдения небесных светил» Попову было присвоено звание адъюнкта. 12 марта 1751 Попов был назначен третьим профессором астрономии (академиком), однако после опубликования речи «О новых изобретениях в лунной теории» его работы по астрономии, геодезии и математике перестали публиковать.
С января 1759 был цензором журнала А. П. Сумарокова «Трудолюбивая пчела». Замечания Попова вызвали недовольство Сумарокова, который написал резкое доношение на Попова, и он был отстранен от «смотрения» журнала.
С января 1761 по май 1762 Попов находился с астрономической экспедицией в Иркутске для наблюдения прохождения Венеры по диску Солнца 26 мая 1761. Во время экспедиции вёл переписку с Ломоносовым. На обратном пути из Иркутска Попов вел «Журнал разным примечаниям…», в который вносил как астрономические наблюдения, так и сведения о быте и обычаях населения, о различных диалектах русского языка. Результаты астрономических наблюдений Попова были подвергнуты резкой критике С. Я. Румовским, после чего Попов был фактически лишен возможности заниматься астрономией и с 1763 служил под руководством Ломоносова в Географическом департаменте. Современный анализ данных Попова показывает безосновательность критики Румовского. Попов также составлял издаваемые Академией на русском языке календари под редакцией А. Н. Гришова на 1755—1760 годы.
В 1768 году Академией наук издан его перевод истории Трога, в августе того же года Попов был уволен из Академии наук. В 1769 указом Екатерины II он был назначен товарищем губернатора Воронежской губернии; с 1780 — советник гражданского суда Воронежского наместничества, в этой должности пребывал до конца жизни.
В архиве Академии сохраняется несколько ненапечатанных сочинений Попова.